# 汝矣島公園
汝矣島公園（ヨイドこうえん、여의도공원）は、大韓民国ソウル特別市永登浦区の汝矣島にある公園である。
1972年の汝矣島開発事業によって、汝矣島空港の跡地に「5・16広場」という名称で開場し、以後に「汝矣島広場」に改称された。1999年に「汝矣島公園」に改称の上、公園として再整備された。
この公園は自然生態の林、韓国伝統の林などで構成されている。